# Plexippoides dentatus
Espèce
Plexippoides dentatus est une espèce d'araignées aranéomorphes de la famille des Salticidae.

## Distribution
Cette espèce est endémique du district de Masindi en Ouganda,. Elle se rencontre vers Budongo.

## Description
La carapace du mâle holotype mesure 2,9 mm de long sur 2,5 mm et l'abdomen 2,9 mm de long.

## Systématique et taxinomie
Cette espèce a été décrite par Wiśniewski et Wesołowska en 2024.

## Publication originale
- Wiśniewski & Wesołowska, 2024 : « Jumping spiders (Salticidae) of Uganda – revised list, new species and distributional data. » European Journal of Taxonomy, vol. 952, p. 1-171 (texte intégral).